# Ill Na Na 2: The Fever
Ill Na Na 2: The Fever era destinado a ser o quarto álbum de estúdio e gravação da rapper americana Foxy Brown. Agendada uma data de lançamento para 06 de maio de 2003, o álbum foi cancelado devido a discordâncias entre Foxy Brown e a Bad Boy Records.

## História
Brown começou a gravar o álbum logo depois de seu lançamento anterior, Broken Silence no verão de 2001. No início de abril de 2002, ela decidiu  que o título seria "Ill Na Na 2: The Fever". Em meio a rumores de que Brown queria deixar Def Jam Recordings, o álbum foi inicialmente para ser lançado em 2 de julho de 2002, e em meados daquele mês, Sean Combs se ofereceu para ser co-produtor executivo. Com uma data de lançamento prevista para 19 de novembro, primeiro single seria o remix de "Stylin'", caracterizando Loon, Birdman, N.O.R.E., eo irmão de Brown Gavin. Com a liberação adiada para maio de 2003 e como planos em produzir o álbum mais semelhante como o seu mais recente (Broken Silence) em vez da sua originalidade em Ill Na Na, Brown começou a trabalhar com cantores de  R&B como Anita Baker e Lauryn Hill, e "I Need A Man" tornou-se o primeiro single. Em 16 de abril de 2003 , Brown anunciou em uma entrevista ao The Wendy Williams Show em Nova York estação de rádio WBLS que ela decidiu encerrar de trabalhar no álbum; o álbum teria sido lançado em 6 de Maio.

## Faixas
| Edição padrão |                              |         |  |
| N.º           | Título                       | Duração |  |
| 1.            | "Intro"                      |         |  |
| 2.            | "Magnetic"                   |         |  |
| 3.            | "We Makin It"                |         |  |
| 4.            | "Why Why Why"                |         |  |
| 5.            | "Now I Lay Me Down To Sleep" |         |  |
| 6.            | "Open Book"                  |         |  |
| 7.            | "Jumpin"                     |         |  |
| 8.            | "Streets Love Me"            |         |  |
| 9.            | "The Original"               |         |  |
| 10.           | "Memory Lane"                |         |  |
| 11.           | "All My Life"                |         |  |
| 12.           | "I Need A Man"               |         |  |
| 13.           | "Fan Letter"                 |         |  |
| 14.           | "Superfreak"                 |         |  |